# Stangenfieber
Stangenfieber ist der erste Film von Helge Schneider und wurde im Jahr 1987 gedreht.

## Handlung
Der Film hat kaum Handlung im klassischen Sinne, sondern ist vielmehr eine lose Aneinanderreihung von Szenen aus dem Leben der namenlosen Hauptfigur (Helge Schneider). Man sieht ihn auf einem Mini-Kinder-Karussell in der Fußgängerzone, in seiner Wohnung und mit seiner Freundin (Eva Kurowski). Im Hausflur wird er beinahe in eine Schuhputzmaschine hineingezogen. In seiner Badewanne liegt ein Mann mit einem Dauergrinsen unter Wasser. Zum Höhepunkt des Films betreten der Protagonist und seine Freundin den ABC-Grill, eine Pommesbude, wo ihnen der mit einem Tutu bekleidete Inhaber (Peter Thoms) die titelgebenden Stangen (Pömmes aus München) verkauft. Zwei Studenten mit Dudelsack betreten den Raum (Uwe Lyko und Peter Rübsam) und beginnen gleichzeitig zu sprechen, währenddessen führt der Pommesverkäufer einen wilden Tanz auf. Schließlich ruft der Protagonist laut: „Jetzt ist aber bald Feierabend hier!“, und alle verstummen. In der Schlussszene wird er von seiner Freundin verlassen.

## Über den Film
Zur Zeit der Entstehung von Stangenfieber hatte Schneider gerade die Hauptrolle in Werner Nekes Film Johnny Flash gespielt und Christoph Schlingensief kennengelernt. Dadurch erhielt er die Möglichkeit, mit Förderung des Landes Nordrhein-Westfalen seinen ersten eigenen Kurzfilm zu drehen, der später als Vorfilm zu Johnny Flash im Kino gezeigt wurde. Schneider war zu dieser Zeit noch weitgehend unbekannt und begann gerade den anarchischen Komik-Stil zu entwickeln, mit dem er in den 90er Jahren große Bekanntheit erlangen sollte.

## Sonstiges
Den im Abspann angekündigten Film Der Gummimann hat Schneider aus Kosten- und Organisationsgründen nie gedreht.

Den noch vor Stangenfieber in Heimarbeit gedrehten Film The Privatier hat Schneider nie veröffentlicht.